# Chardonneret mineur
Spinus psaltria
Espèce
Synonymes
- Carduelis psaltria (désuet)

Répartition géographique
- aire de nidification
- résidence annuelle
- aire hivernal

Statut de conservation UICN

 LC  : Préoccupation mineure
Le Chardonneret mineur (Spinus psaltria) ou Citrinelle, est une espèce de passereaux appartenant à la famille des Fringillidae.

## Répartition et sous-espèces

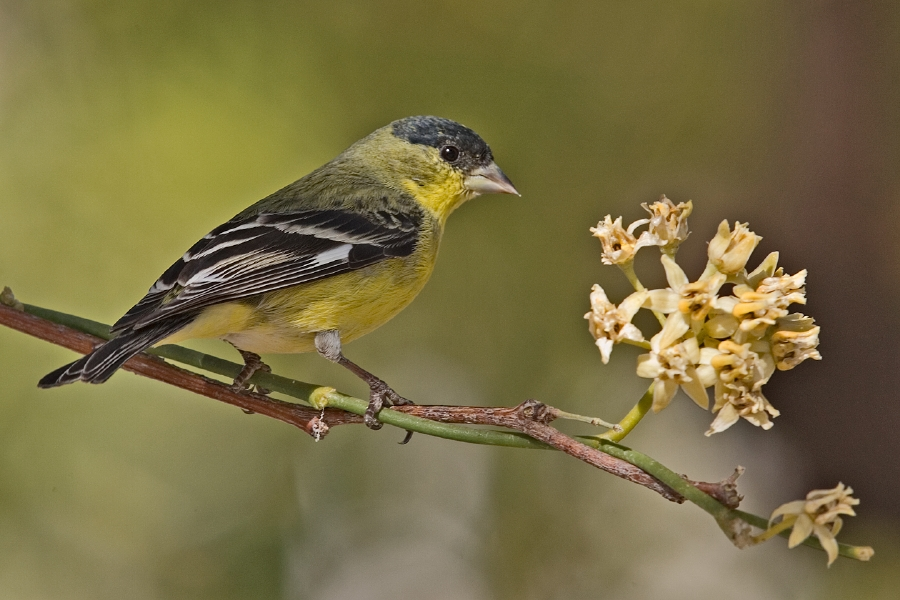
La sous-espèce S. p. hesperophila.

Selon la classification de référence du Congrès ornithologique international (15.1, 2025) il se répartit en cinq sous-espèces :
- S. p. hesperophila  (Oberholser, 1903) — tarin à dos vert : façade ouest des États-Unis et nord-ouest du Mexique ; le mâle se distingue par le dos, la nuque et les joues verts, le noir étant limité à la couronne, la femelle est similaire à celle de la forme nominale.
- S. p. witti  Grant, 1964 — îles Tres Marias ;
- S. p. psaltria  (Say, 1823) — sud-ouest des États-Unis, Mexique ;
- S. p. jouyi (Ridgway, 1898) — nord de la péninsule du Yucatán et Isla Mujeres ;
- S. p. columbiana  (Lafresnaye, 1843) — du sud du Mexique au Nicaragua, sud du Costa Rica et du Panama, Andes boréales ; le mâle se différencie par un plumage entièrement noir légèrement bleuté dessus et jaune intense dessous avec le blanc des rémiges tertiaires très marqué.

## Habitat
Le chardonneret mineur fréquente les taillis, les broussailles, les rives buissonneuses des cours d’eau, les plantes acaules Scirpus sp., cypéracée, en sol marécageux, les terrains parsemés de buissons et d’arbrisseaux, les aires tapissées de plantes herbacées, les bosquets en plaine et en montagne, les lisières et les clairières des forêts caducifoliées, sempervirentes ou résineuses, le bord des routes, les zones herbeuses semi-arides, les parcs, les jardins, les vergers, les cultures, les plantations de café en région tempérée et subtropicale. Dans le sud-ouest des États-Unis, c’est un hôte régulier des mangeoires qu’il visite en petits groupes.

## Alimentation
Elle consiste essentiellement en inflorescences puis en graines des plantes suivantes : tournesol sauvage, copalme d’Amérique, sédum, mûrier, anthémis, coréopsis, œnothère, ambroisie, rumex, pissenlit, lavande, cosmos, sauge, tabac, cardère, créosotier, baccharis, sureau, peuplier, saule, aulne, cryptantha, acacia et conifères (pin, tsuga).
D’autres plantes ont été rapportées, photos à l’appui, par Ottaviani (2011) : du nectar de calistémon Calistemon viminalis, des graines de cirse Cirsium sp., du fenouil Foeniculum vulgare, de la centaurée Centaurea solstitialis et les boutons floraux d’une verveine Verbena hybrida.
Par ailleurs, Carlos A. Delgado-V. et C. Gómez Navarro ont observé en juin 2006 dans la province d’Antioquia en Colombie, deux mâles prélevant des particules de terre sur la paroi verticale d’un monticule (Delgado-V. 2006). À ce sujet, rappelons, pour information, que les trois hypothèses développées par Brightsmith & Muñoz-Najar (2004) et Symes et al. (2006), susceptibles d’expliquer la géophagie sont l’apport de sels minéraux, la neutralisation de certaines toxines végétales et une aide au broyage des graines.

## Parade nuptiale
Le mâle se perche bien en vue sur les branches surélevées des arbres de son territoire et lance un cri d’avertissement très sonore. Puis il prend son essor et décrit de larges cercles dans les airs, dans un vol typiquement papillonnant, ailes et queue déployées, tout en exhibant les parties blanches de son plumage et en débitant son chant nuptial. Cette manifestation vocale déclenche une riposte immédiate sous forme de chants de la part d’autres mâles cantonnés sur des territoires voisins. Si un congénère se hasarde à pénétrer sur un territoire occupé, le propriétaire des lieux s’envole immédiatement à sa rencontre et lui lance une série de cris en guise d’avertissement. Si l’intrus persiste à rester sur le site, un combat aérien s’engage alors, les deux partenaires agrippés s’élevant dans les airs tout en se donnant force coups de becs et de griffes. Dès que l’intrus est mis en fuite, le mâle reprend son vol nuptial circulaire.

## Nidification
Le nid est une coupe compacte de fibres végétales, de tiges d’herbes et de morceaux de mousse avec un revêtement intérieur de particules végétales moelleuses (aigrettes de chardons et de coton) et, parfois, de quelques plumes. Les peupliers Populus deltoides le long des cours d’eau constituent des sites de nidification de prédilection mais d’autres arbres ont également été adoptés comme des noyers, des pins, des figuiers ou même des vignes et d’autres arbrisseaux. La ponte régulière est de quatre ou cinq œufs blanc-bleuâtre immaculés. Comme les autres tarins nord-américains, c’est un nicheur tardif, de juin à septembre.